# بله‌بران
مهربُران (مهربُرون) یا خرج‌بُران (خرج‌بُران) یا خرج‌بُری یکی از مراسم سنتی فرایند ازدواج در ایران است و آن عبارت است از مجلسی مردانه که در آن مهریه و شیربهای عروس توسط خانوادهٔ عروس و داماد تعیین می‌شود. گونهٔ زنانهٔ همین جلسه بله‌بُران نام دارد. این مراسم در یزد و در لهجه‌ی یزدی صداق طی‌کُنی خوانده می‌شود.
پس از آنکه مراسم خواستگاری به سرانجام رسید و دو خانواده کم‌وبیش اطمینان به سرانجام‌یافتن ازدواج یافتند، خانوادهٔ داماد از خانوادهٔ عروس درخواست برگزاری جلسهٔ «مهربُران» یا بله برون می‌کنند. در گذشته، رسم بر این بود که هر موقعی را خانوادهٔ داماد درخواست می‌کردند، خانوادهٔ عروس مخالفت نموده و یکی دو روز دیرتر را قرار می‌گذاشتند. علت این امر این بود که خانوادهٔ عروس نشان دهند عجله‌ای در شوهردادن دختر خود ندارند. در روز تعیین‌شده، داماد به‌اتفاق چند تن از مردان معتبر خانواده‌اش به خانهٔ عروس می‌رفتند. پدر عروس نیز مردان معتبر خاندانش را دعوت می‌کرد. امروزه در مراسم مهربُران، زنان نیز حضور دارند.
هدف از برگزاری این جلسه، توافق بر سر میزان مهریهٔ عروس است. معمولاً محصول توافق دو خانواده بر روی برگه‌ای با خط خوش نوشته می‌شود و داماد زیر آن قباله را امضا می‌کند و متعهد می‌شود. سایرین نیز با امضای قباله آن را گواهی می‌کنند. در قدیم رسم بر این بود که تا توافق صورت نگرفته بود، میهمانان فقط با چای پذیرایی می‌شدند و بلافاصله پس از حصول توافق، شیرینی نیز به مجلس آورده می‌شد. گاه برای کاستن از رسوم، این مجلس با بله‌بُران (گونه زنانه همین مجلس) و شیرینی‌خوران ادغام می‌گردد و تاریخ جشن عقد نیز در همان مجلس مشخص می‌شود.